# Ligia quadrata
Ligia quadrata là một loài chân đều trong họ Ligiidae. Loài này được Thomson miêu tả khoa học năm 1879.